# Fannia subpellucens
Fannia subpellucens är en tvåvingeart som först beskrevs av Zetterstedt 1845.  Fannia subpellucens ingår i släktet Fannia och familjen takdansflugor. Arten är reproducerande i Sverige. Inga underarter finns listade i Catalogue of Life.